# Oorlogsdans

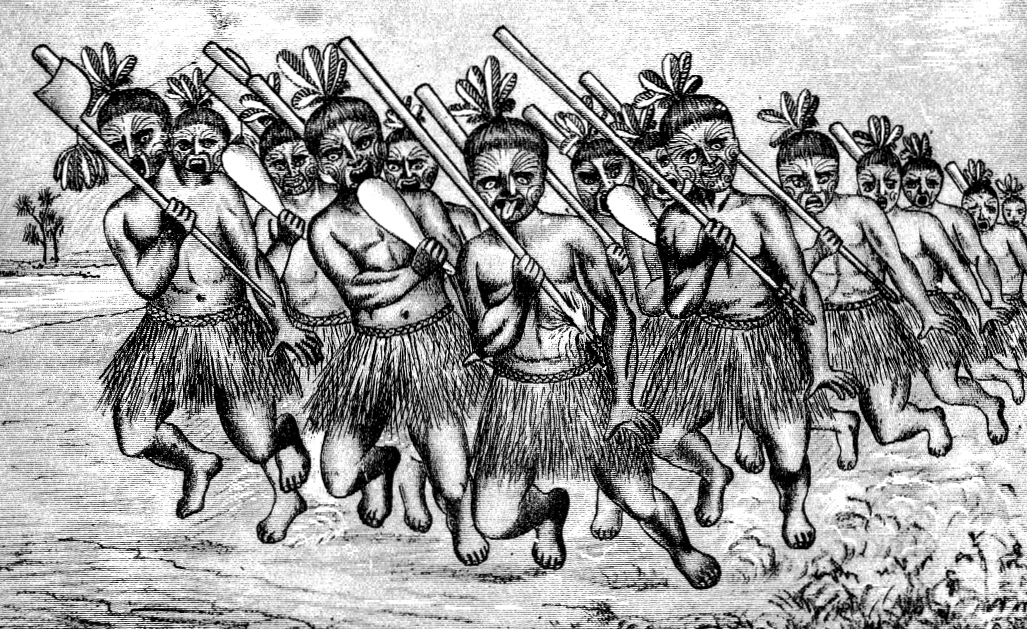
Een schildering van een oorlogsdans van de Maori's, 1887-1891

Een oorlogsdans is een dans die wordt gedaan door Inheemse volkeren voordat ze oorlog voeren. Oorlogsdansen worden veel gedaan door rugbyteams uit Polynesië, voordat de wedstrijd begint.

## Oorlogsdansen
- Haka; al is dit ook een begrafenisdans.
- Siva tau
- Kailao
- Cibi
- Hopak